# Matangi (hinduísmo)

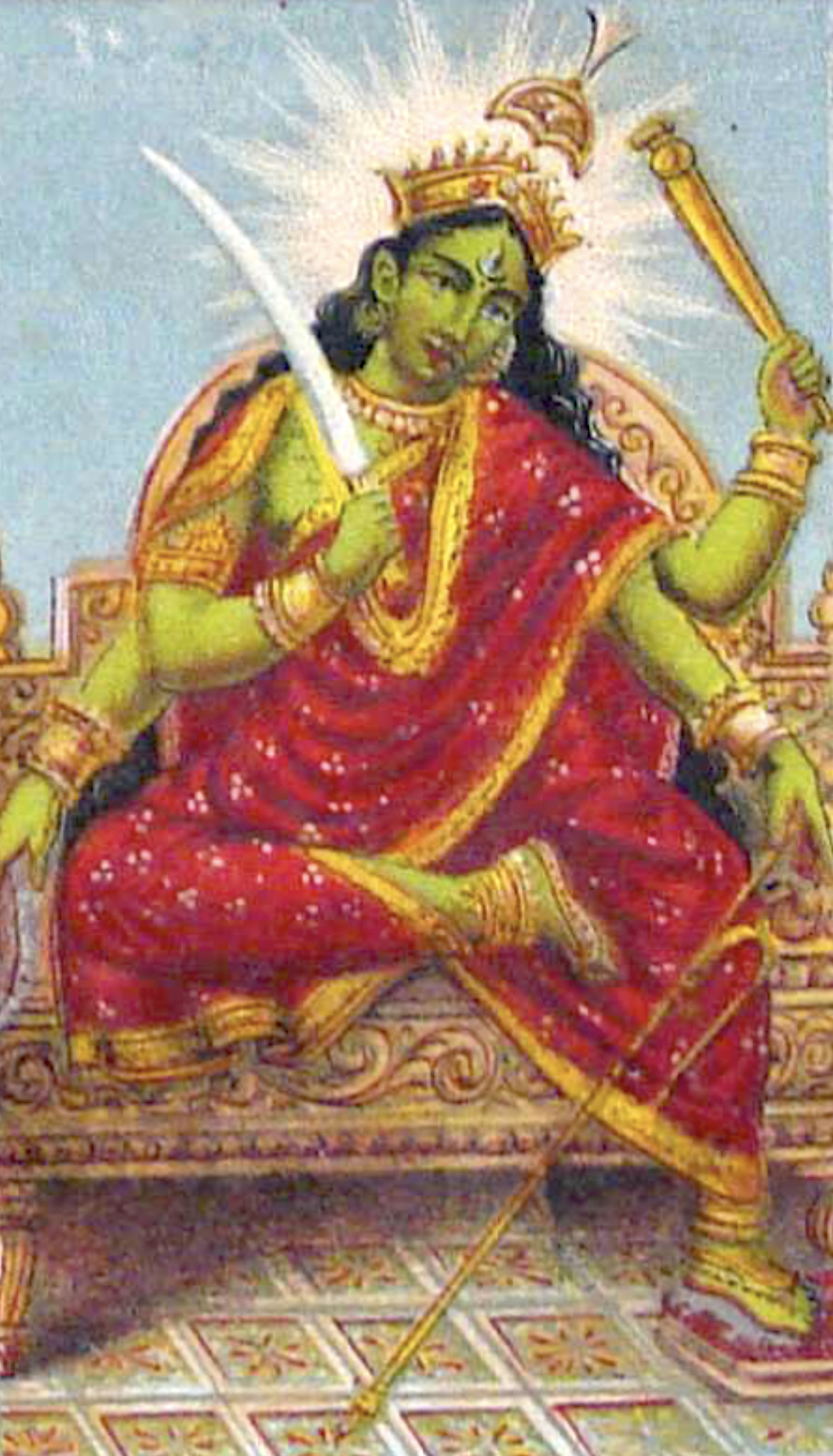
Matangi

Matangi é uma Mahavidya, uma das dez deusas do Tantras, é um aspecto selvagem de Devi, a Mãe Divina no Hinduísmo. Ela é considerada como a forma tântrica de Sarasvati, a deusa da música e da aprendizagem. Assim como Sarasvati, Matangi rege o discurso, a música, o conhecimento e as artes. Sua adoração é indicada para a aquisição de poderes supernaturais, especialmente para ganhar controle sobre os inimigos, atrair a atenção das pessoas e adquirir maestria nas artes e conhecimento supremo.
Matangi é comumente associada à poluição, ao sinistro e à periferia da sociedade Hindu, qual é incorporada na sua forma mais popular, conhecida como Ucchishta-Chandalini ou Ucchishta-Matangini.  Ela é descrita como uma Dalit, Candala (casta dos "intocáveis") e a ela são oferecidos restos de comida ou comida parcialmente consumida (Ucchishta) com as mãos sujas (sem lavar) ou após a alimentação, ambas condições consideradas impuras no Hinduísmo clássico.
Matangi normalmente é representada em tons esverdeados, como a esmeralda. Enquanto Ucchishta-Matangini aparece com cordões, espada, aguilhão e tacape, sua outra forma Raja-Matangi, toca a vina e é desenhada muitas vezes com um papagaio.